# Národní park Muráňská planina
Národní park Muráňská planina (slovensky Národný park Muránska planina) se rozkládá v západní části Slovenského rudohoří v krajinné oblasti Muráňská planina. Zasahuje na území okresů Brezno, Revúca a Rimavská Sobota. Byl vyhlášen 23. září 1997 na místě tehdejší chráněné krajinné oblasti. Vlastní park má rozlohu 20 318 hektarů, okolní ochranné pásmo pak 21 698 ha.

## Geografie
Reliéf i geologické složení tohoto území jsou velmi pestré. V centrální části parku se hojně vyskytují krasové jevy (například přes 250 jeskyní, 15 propastí, přes 50 ponorů a vyvěraček), jiné oblasti mají říční reliéf. Největším jeskynním systémem je veřejnosti nepřístupná Bobačka s délkou chodeb přes 3 km. Národní park je z 86 % pokryt lesem.
Nejvyšším vrcholem na území národního parku je Fabova hoľa (1439 m n. m.), ještě vyšší je Stolica (1476 m n. m.) ležící v ochranném pásmu.

## Flora a fauna
Muráňská planina se vyznačuje vysokou biodiverzitou, bylo zde rozpoznáno asi 1150 druhů vyšších rostlin, 1500 druhů bezobratlých živočichů a okolo 200 druhů obratlovců. Některé druhy jsou endemické, například třetihorní relikt lýkovec slovenský (Daphne arbuscula). Na území parku žijí velké šelmy medvěd hnědý (Ursus arctos), vlk obecný (Canis lupus) či rys ostrovid (Lynx lynx).